# Pop Psychology
| Recensione           | Giudizio |
| -------------------- | -------- |
| AllMusic             |          |
| Alternative Press    |          |
| BelmontVision        |          |
| Entertainment Weekly | B+       |
| Rolling Stone        |          |
| Starpulse            |          |

Pop Psychology è il terzo album in studio del gruppo musicale statunitense Neon Trees, pubblicato negli Stati Uniti, in Canada e in Australia il 22 aprile 2014 dalla Mercury Records e dalla Def Jam Recordings e il 14 luglio dello stesso anno in Europa dalla Virgin Records.
L'album è basato principalmente sulle sedute di psicoterapia tenute dal cantante della band Tyler Glenn tra il 2012 il 2013, e la scrittura dei testi è stata fortemente influenzata dal coming out dell'omosessualità di Glenn nel 2013.

## Tracce
Testi e musiche di Tyler Glenn e Tim Pagnotta, eccetto dove indicato.
1. Love in the 21st Century – 3:25
2. Text Me in the Morning – 3:05
3. Sleeping with a Friend – 3:48
4. Teenager in Love – 3:17
5. I Love You (But I Hate Your Friends) – 3:16
6. Unavoidable – 3:57 (Glenn, Campbell, Allen, Bradley)
7. Voices in the Halls – 2:59
8. Foolish Behavior – 3:51
9. Living in Another World – 3:42 (Glenn, Campbell, Allen, Bradley)
10. First Things First – 5:06 (Glenn)

Traccia bonus nell'edizione iTunes
1. American Zero – 3:01 (Glenn, Campbell, Allen, Bradley)

## Formazione
Neon Trees
- Tyler Glenn – voce, tastiera, sintetizzatore
- Christopher Allen – chitarra, cori
- Branden Campbell – basso, cori
- Elaine Bradley – batteria, percussioni, voce secondaria

Altri musicisti
- Jarett Holmes – programmazione
- Laweta Casiano – cori
- Tammi Haddon – cori

Produzione
- Tim Pagnotta – produzione, missaggio, ingegneria
- Jarett Holmes – ingegneria
- Scott Wiley – ingegneria
- Ryan Williams – ingegneria
- Ted Jensen – mastering
- Cindi Peters – coordinazione produzione
- Kristen Yiengst – produttore artistico
- Todd Russell – direzione artistica
- Jam Sutton – direzione artistica, fotografia
- Andrew Zaeh – fotografia

## Classifiche
| Classifica (2014)         | Posizione massima |
| ------------------------- | ----------------- |
| Stati Uniti               | 6                 |
| Stati Uniti (alternative) | 1                 |
| Stati Uniti (rock)        | 1                 |
| Stati Uniti (digital)     | 5                 |